# Eugene Richards

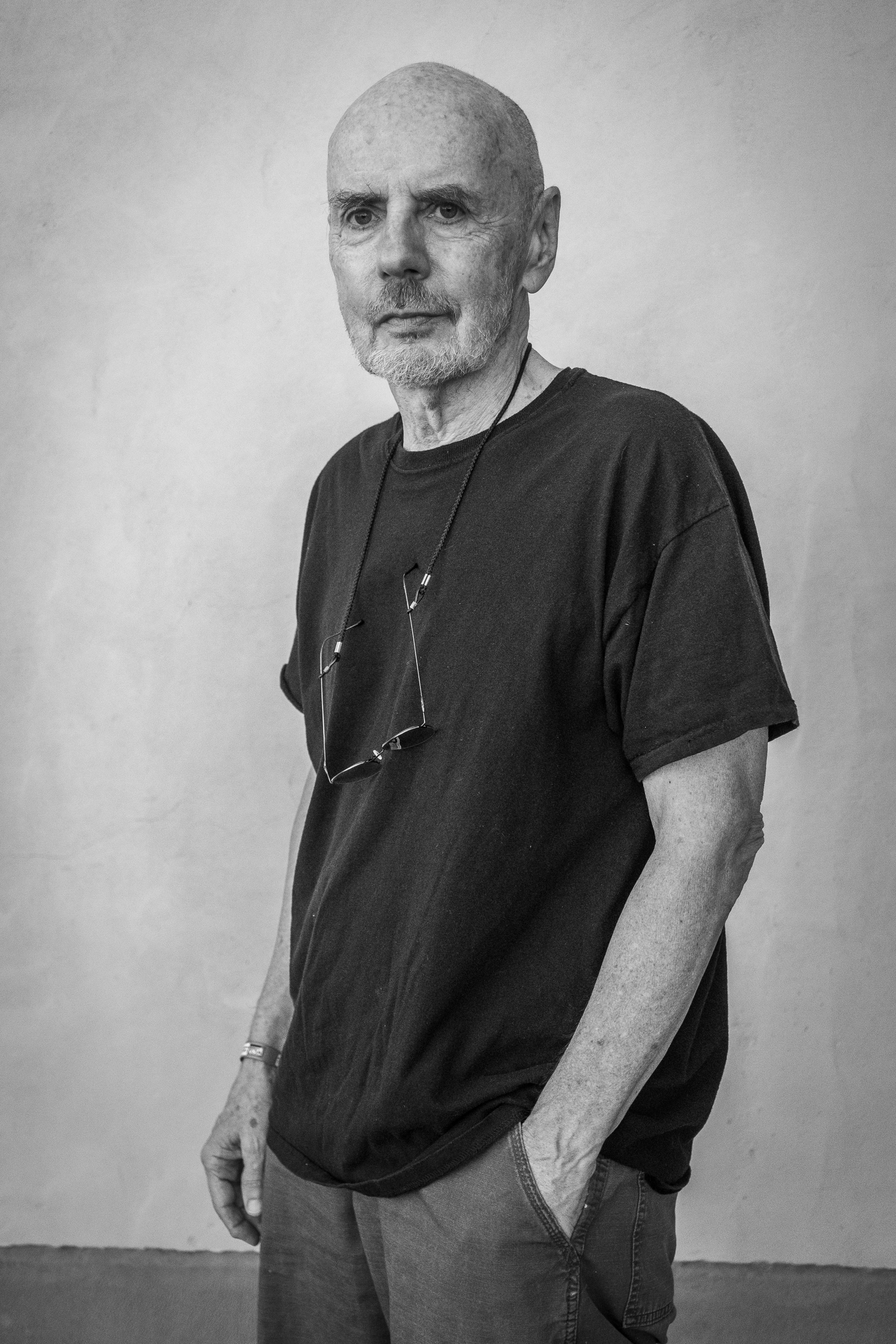
Eugene Richards nel 2022

Eugene Richards (Dorchester (Massachusetts), 1944) è un fotografo statunitense.

## Vita e Opere
Eugene Richards frequenta la Northeastern University, ottenendo una laurea in inglese. Si specializza poi in fotografia presso l'MIT con la supervisione del fotografo Minor White. Nel 1968 entra a nell'organizzazione VISTA dove prende parte attiva per quattro anni, lavorando principalmente nel Sud Est dell'Arkansas. Richards collabora alla nascita di un giornale locale chiamato "Many Voices" e aiuta ad istituire un'organizzazione di servizi per la comunità. Le foto scattate durante questo periodo si trovano nella raccolta Few Comforts or Surprises: The Arkansas Delta.
Nel 1978 fotografò la vita della scrittrice e prima moglie Dorothea Lynch affetta da un tumore al seno, documentando le operazioni e il periodo di chemioterapia. Il risultato fu il libro Exploding into Life, un racconto realistico e riflessivo sulla condizione dei malati di cancro. 
Tornato nella sua città natale, Richards documenta la vita nel quartiere dov'è cresciuto. Nel 1978 Magnum Photos lo invita a far parte dell'agenzia.
Richards comincia a lavorare come fotografi freelance, concentrandosi soprattutto su temi come la dipendenza da droghe, l'AIDS, le famiglie americane. Nel 1994 pubblica Cocaine True, Cocaine Blue, una raccolta che racconta la vita dei tossicodipendenti dei quartieri di Red Hook, Est New York e Filadelfia Nord.
Nel 2010 pubblica il libro War is Personal dove esplora le vite di quindici soldati Americani reduci dalla guerra in Iraq.  Nel 2014 esce il libro Red Ball of a Sun Slipping Down, una raccolta dove viene documentata la vita nel delta dell'Arkansas (il luogo in cui il fotografo ha vissuto durante gli anni dell'AmeriCorps VISTA). All'interno ci sono foto in bianco e a colore scattate da Richards durante gli anni. Le immagini coprono una spanna di quasi 50 anni di storia.
Richards ha vinto numerosi premi tra cui il Leica Oskar Barnack Award, il Guggenheim Fellowship e il premio Eugene Smith.